# Ru den Hamer
Rudolf (Ru) den Hamer (Buitenzorg, 24 juli 1917 - Den Haag, 14 maart 1988) was een Nederlandse waterpolospeler.
Den Hamer nam eenmaal deel aan de Olympische Spelen in 1936. Hij eindigde met het Nederlands team op de vijfde plaats. In de competitie kwam hij uit voor HZ&PC uit Den Haag.
Na de oorlog meldde hij zich in 1945 als oorlogsvrijwilliger (OVW - no. 170724001) en werd als dienstplichtig wachtmeester (lichting 1937), tijdelijk aangesteld als reserve-tweede luitenant voor Algemene Dienst bij het 2e Bataljon, 5e Regiment Infanterie oorlogsvrijwilligers (II-5 RI). Via Wolverhampton en een verblijf te Malakka werd zijn Regiment gelegerd te Soerabaia. Het II-5 Regiment Infanterie OVW moest daar gedurende de Politionele acties vaak in actie komen en leed zware verliezen. Met ingang van 10 juli 1948 werd hem op eigen verzoek eervol ontslag verleend. Zijn vrouw W.M. den Hamer-Beck vertrok in februari 1946 via Ceylon als tijdelijk-verpleeghulp naar Penang.
Na zijn Indische diensttijd was hij na een verblijf in Nederland vanaf 1950 werkzaam bij de Bataafse Petroleum Maatschappij te Palembang (Pladjoe) en Wonokromo (Soerabaia). Eind december 1958 keerde hij met zijn vrouw en drie kinderen via Singapore en Genua terug naar Nederland aan boord van de MS Oranje van de Stoomvaart Maatschappij Nederland. Terug in Nederland ging de familie in Den Haag wonen.
Kees van Aelst · 
Lex Franken · 
Ru den Hamer · 
Jan van Heteren · 
Hans Maier · 
Soesoe van Oostrom Soede · 
Gé Regter · 
Herman Veenstra · 
Joop van Woerkom